# 服部公一
服部 公一（はっとり こういち、1933年4月24日 - ）は日本の作曲家、随筆家、音楽評論家。神奈川県鎌倉市在住。

## プロフィール
昭和8年（1933年）、山形県山形市生まれ。音楽教師であった祖母の指導で幼少時よりピアノを始める。
山形県立山形東高等学校卒業後、学習院大学文学部哲学科に入学し、久野収ゼミに所属。大学では皇太子・明仁親王と同学年。学部が違ったためいわゆる「ご学友」ではなかったが、「美術史」など一般教養科目をともに履修し、親しく言葉を交わすこともあったという。現在も宮中の茶会などに招かれる間柄である。学生時代からアマチュアの音楽家として活動し、中田喜直・山田耕筰・團伊玖磨らの知遇を得る。同大学4年の時NHKのオーディションに合格。大学を中退し、プロの作曲家として活動を始める。
昭和34年（1959年）、合唱曲「朝の市場」を発表し、高い評価を受ける。その後「マーチング・マーチ」（歌は天地総子。1965年第7回日本レコード大賞童謡賞受賞）・「アイスクリームの歌」（歌は天地総子。NHKみんなのうた） など子供向け映画・ラジオ・テレビ番組用の童謡や合唱曲を作曲し著名となる。
昭和38年（1963年）、アメリカ・ミシガン州立大学に留学。当時アメリカで名声を得ていた小沢征爾らの協力を得て日本音楽の普及に尽力した。ミシガン州立大学中退後は世界各国を巡り、日本音楽の紹介や各国音楽の比較研究に取り組む。その知識は合唱曲やクラシック音楽に留まらず、民謡、民族音楽、ジャズ、タンゴ、更に声明など多様な音楽にわたり、自らの作品にも取り入れている。
このほか現在まで吹奏楽曲・ピアノ曲・校歌・地方自治体歌・社歌など数多くの楽曲を手がけた。従来専ら斉唱されるものであった校歌を合唱曲として作曲・編曲、音楽教材としても使える二部合唱や混声四部合唱の新たな形式の校歌を作っている。更に「きた・ひろし」の名で作詞も行っている。また新聞・雑誌に論考を寄稿し、自らラジオ・テレビにも出演している。
作曲の傍ら長年音楽を通じた比較文化研究や児童音楽教育の研究・実践活動を行い、学習院大学講師・東京家政大学大学院教授・東京家政大学附属みどりが丘幼稚園園長を務めた。
音楽や旅行などを題材とした軽妙な筆致の随筆でも知られ、数十冊の著書がある。

## 現在
定年を迎え大学教授の職は退いたが、現在も全国で講演会や演奏会をたびたび催し、音楽活動を続けている。服部の作品のみを集めた演奏会も開催され、自らナビゲーターを務めている。また自身が校歌を手がけた学校に赴いて直接歌唱指導に当たったり、開校式に招待されたりもしている。NHK教育テレビジョンの番組「視点・論点」に出演し、自身のライフワークとなった童謡や児童音楽教育、子供向け音楽番組などについて持論を展開している。

## 「さくらんぼ小学校」問題
服部はサクランボの特産地として知られる山形県東根市が2011年4月に既存の小学校を統廃合して新設する「東根市立さくらんぼ小学校」の校歌の作詞作曲を担当し、2010年、「東根市立さくらんぼ小学校校歌　ひかる六つのさくらんぼ」として完成、公表された。「さくらんぼ小学校」という校名は2009年7月の市民からの公募で215点中最多の点数を獲得、同年12月の最終選考においても6案中最も支持を集め決定された。ところが新校名公表後、「さくらんぼ小学校」と同名の「私立さくらんぼ小学校」と称するアダルトサイトが存在していることが発覚、市側に再検討を求める意見や同サイト利用者からと見られるメールなどが寄せられた。
当初、土田正剛市長は「さくらんぼ小学校」という校名が公募で最も支持があったという経緯や、「校名を変えればかえってアダルトの世界を正当化する」との考えから当初校名を変更しない姿勢を示し、市教育委員会も「変える必要はない」との判断であった。しかしインターネット上で話題となり、掲示板等に不穏当な書き込みなども現れ、この問題が広く知られるに至って「子どもに迷惑がかかる」等と児童の安全を不安視する声が相次ぐ事態となった。その結果、市は方針を転換し、2010年9月9日の記者会見において市長は「興味本位で人が詰めかけたり、子どもの安全が確保されにくくなったりする懸念がある」「児童の登下校時に不審者が現れる可能性がある」と述べ、校名を変更すると発表。「ネットに対する認識が足りなかった」「ネット社会の力の大きさを改めて知った。児童の安全、安心を担保できない」と陳謝した。
校名変更となったことから、服部が作詞作曲した校歌やサクランボをかたどった新校章（東北芸術工科大学デザイン工学部プロダクトデザイン学科教授早坂功がデザイン）もすべて改めて作成されることになった。新校名は最終選考に残った別の5案の中から選び、9月28日の市議会最終日に市から新校名を「東根市立大森小学校」とする議案が提出され、同日市議会で正式に承認された。服部は校名変更に反対していたが、市の方針転換を受け「これ以上良い名前はない。改名に反対したが、子供の安全ということならば仕方がない」と述べ、これを受け入れた。新校名での校歌の作詞も服部が担当するが、「『ひかる六つのさくらんぼ』というサブタイトルは変えない」との意向を示した。2011年4月、東根市立大森小学校として開校した。

## 主な作曲作品
（）内は作詞（作詩）者

### 歌曲
- 歌曲集「海の唄」（薮田義雄）
- 近藤智恵子句集より（近藤智恵子）
- 歌曲集「とこしへの秋のうた」（大岡信）
- 歌曲集「続・とこしへの秋のうた」（大岡信）
- 歌曲集「昌子による六連歌」（与謝野晶子）
- 歌曲集「わたしの動物記」（まど・みちお）

### 合唱
- 女声合唱曲「朝の市場」（安西均）
- 男声合唱組曲「白いクレオン」（寺山修司）
- 男声合唱組曲「男」（谷川俊太郎）
- 男声合唱組曲「唐桑の海」（宮沢章二）
- 男声合唱曲「旅の歌一首ならびに短歌」（万葉集より）
- 女声合唱組曲「五つの若い愛の歌」（谷川俊太郎）
- 混声合唱組曲「北国の秋の物語」（奉賀秀次郎）
- 12の声と2つのチェロのための「ディヴェルティメント」（ヴォカリーズ）
- 12の声と尺八、2面の箏、打楽器のための「ディヴェルティメント」（ヴォカリーズ）
- 女声合唱組曲「紅花抄」（芳賀秀次郎）
- 女声合唱曲集「春のマドリガル」
- 児童合唱組曲「ポカンはポカン」（若谷和子）
- 女声合唱組曲「最上川」（真壁仁）
- 女声合唱組曲「昌子・たびの日」（与謝野晶子）
- 女声合唱組曲「海光歌」（きた・ひろし）
- 女声合唱組曲「美しい春の来る村」（日塔貞子）
- 女声合唱組曲「貴方のための五つのリズム」（きた・ひろし）
- 女声合唱曲集「花のタンゴ」（きた・ひろし）
- 女声合唱集「イザベルの髪」（平野裕子）
- 「小雨降る道」（日本語詞／きた・ひろし　作曲／Henri Himmel　編曲／服部公一）
- 「小さな喫茶店」（作詞／Ernest Neubach　作曲／Fred Raymond　訳詞／青木爽　編曲／服部公一）
- 「ジェラシー」（作曲／Jacobu Gade　日本語詞／きた・ひろし　編曲／服部公一）

### 童謡
- アイスクリームの歌（さとうよしみ）
- あの犬へんだ（内山登美子）
- お尻を打つよ（安西均）
- おやすみなさいお星様（中村千尾）
- かぶとがにの唄（サトウハチロー）
- キャラバンマーチ（関根栄一）
- 月火水木金土日のうた（谷川俊太郎）
- じゃがいもポテト（宮沢章二）
- ハダカのうた（さとうよしみ）
- パリッテのうた（さとうよしみ）
- マーチング・マーチ（阪田寛夫）
- ママとふたりのクリスマス（若谷和子）

### 管弦楽
- ピアノ小協奏曲ニ長調
- 祝典序曲
- 小さな手と大きな手のためのピアノ協奏曲
- 交響序曲「神楽」
- 交響楽「蔵王」
- ピアノ協奏曲「祭」
- 協奏曲二胡
- 弦楽のための2楽章

### 吹奏楽
- 吹奏楽のための序曲「南の島から」
- 吹奏楽のための序曲「北の国から」

### 室内楽
- ヴァイオリン・チェロ・ピアノのための「古新羅人讃」
- 弦楽四重奏のための二楽章（1974）

### ピアノ
- 小さな手のための組曲「ピアノと話そう」（朗読とピアノ。朗読のための詩は谷川俊太郎による）
- こどものための組曲「動物園のピアノ」
- こどものためのピアノ曲集「ちいさな詩人たち」
- 子どものためのピアノ曲集「12ヵ月のピアノ」
- 子どものためのピアノ曲集「ばらのソナチネ」
- 子どものためのピアノ曲集「おしゃべりピアノ」
- 連弾組曲「にほんごのバッハ」

### 放送音楽
- 少年忍者風のフジ丸
- アパッチ野球軍
- 海賊王子
- レインボー戦隊ロビン

### 地方自治体歌
- 佐倉市平和の歌「いつまで．も」
- 酒田市制50周年記念合唱組曲「風光歌」（吉野弘）

### 校歌・幼稚園歌・学校愛唱歌
- 山形短期大学校歌（富沢昌義）
- 山形県立山形東高等学校新応援歌「みなぎる力」（谷川俊太郎）
- 山形県東根市立大森小学校校歌「ひかる六つのさくらんぼ」（きた・ひろし）
- 福井県立金津高等学校校歌（谷川俊太郎）
- 福井市藤島中学校校歌（安西均）
- 東京都練馬区立上石神井北小学校校歌（谷川俊太郎）
- 東京都中野区立上高田小学校校歌（阪田寛夫）
- 埼玉県上尾市立東中学校校歌（宮沢章二）
- 埼玉県所沢市立北秋津小学校校歌（宮沢章二）
- 千葉県佐倉市立染井野小学校校歌（奥山透）
- 神奈川県横須賀市立野比東小学校校歌（山田茂雄）※二部合唱の校歌。混声四部合唱でも歌えるように作曲・編曲されている。
- 千葉県我孫子市立湖北台東小学校校歌（こわせたまみ）
- 高千穂学園高千穂幼稚園園歌（谷川俊太郎）
- イスラマバード日本人学校（パキスタンイスラム共和国）校歌
- シアトル日本語補習学校（アメリカ合衆国）校歌
- サンパウロ日本人学校（ブラジル）校歌
- 学習院讃歌「新しい世紀にむかって」（関根栄一）
- 大蔵村立大蔵小学校校歌「薫れ 大蔵の子」（きた・ひろし）

### 社歌・団体歌
- 大沼労働組合20周年記念ユニオンソング（吉野弘）
  - 「大沼」は服部の出身地山形県の百貨店（大沼デパート・オオヌマギフトショップ）。作詞者の吉野も山形県出身。

## 著書
- 『パパとママの音楽手帖』文芸春秋新社 1966　のち文庫
- 『音楽レッスンガイド』文芸春秋 文春実用百科 1968
- 『あなたとくらしと音楽と』日本放送出版協会 1970
- 『クラシックの散歩道』潮出版社 1971　のち文庫
- 『続・クラシックの散歩道』潮出版社 1972
- 『ピアノに強くなる曲集 子どものうたによるハーモニー講座』編著 ひかりのくに 1972
- 『ペイちゃんとマリエ先生』鈴木義治絵 国土社 新選創作童話 1972
- 『ピアノのうまくなる本』ごま書房 ゴマブックス 1975
- 『クラシックの喫煙室』音楽之友社 1976
- 『男の洗濯』ロングセラーズ 1977
- 『音楽のある風景』朝日新聞社 1978　「音楽ちらりちくり」新潮文庫
- 『小さなシンフォニー』偕成社 プチ・シリーズ 1978
- 『保育者のための新音楽講座』フレーベル館 1978
- 『続・クラシックの喫煙室』音楽之友社 1979
- 『母と子の音楽レッスン』山手書房 1981
- 『ピアノに強くなる音楽教室 子どものうたによる基礎レッスン』編著 すずき出版 1982
- 『作曲入門 私の創作現場から』講談社現代新書 1982
- 『ぼくの音楽宇宙』潮出版社 ドンキーブックス 1984
- 『音楽、100年目の逆転 いま、音楽を考える』音楽之友社 1987
- 『味な話味な旅 男の家事指南』広済堂出版 1990
- 『ドレミファ雑楽読本』ミリオン書房 1990
- 『味な話味なひと ふるさと散歩』広済堂出版 1993
- 『新・ピアノに強くなる曲集 即興伴奏のためのハーモニー基礎講座』（細田淳子共編） チャイルド本社 保育実用書シリーズ 1994
- 『子どもの歌がわかる本 ドレミファ音楽教育ノート』チャイルド本社 1995
- 『36,000 Days of Japanese Music - The Culture of Japan Throuth A Look At Its Music』 Pacific Vision BOOKS 1996（英文）
- 『アマゾンのワニ、ドナウの鯉 世界まんぷく紀行』文春文庫 1997
- 『子どもの声が低くなる! 現代ニッポン音楽事情』ちくま新書 1999
- 『子どもは母親がしつけなければ「人間」になれない 園長先生のしつけ学』海竜社 2000
- 『歌ではじまる幼児教育 童謡の歴史とエピソード』チャイルド本社 2002
- 『父親しだいで子供は決まる!』集英社 2002
- 『話のソナチネ』河北新報出版センター 2003
- 『童謡はどこへ消えた 子どもたちの音楽手帖』平凡社新書　2015
- 服部 公一：「童謡が輝いていた頃: アイスクリームの歌の自叙伝」、音楽之友社、2021年1月27日、ISBN 978-4276201217。

## テレビ出演
- 視点・論点（NHK教育テレビジョン）
- 週刊フジテレビ批評（フジテレビ系）

ほか。